# Leichtathletik-Europameisterschaften 2022/1500 m der Männer

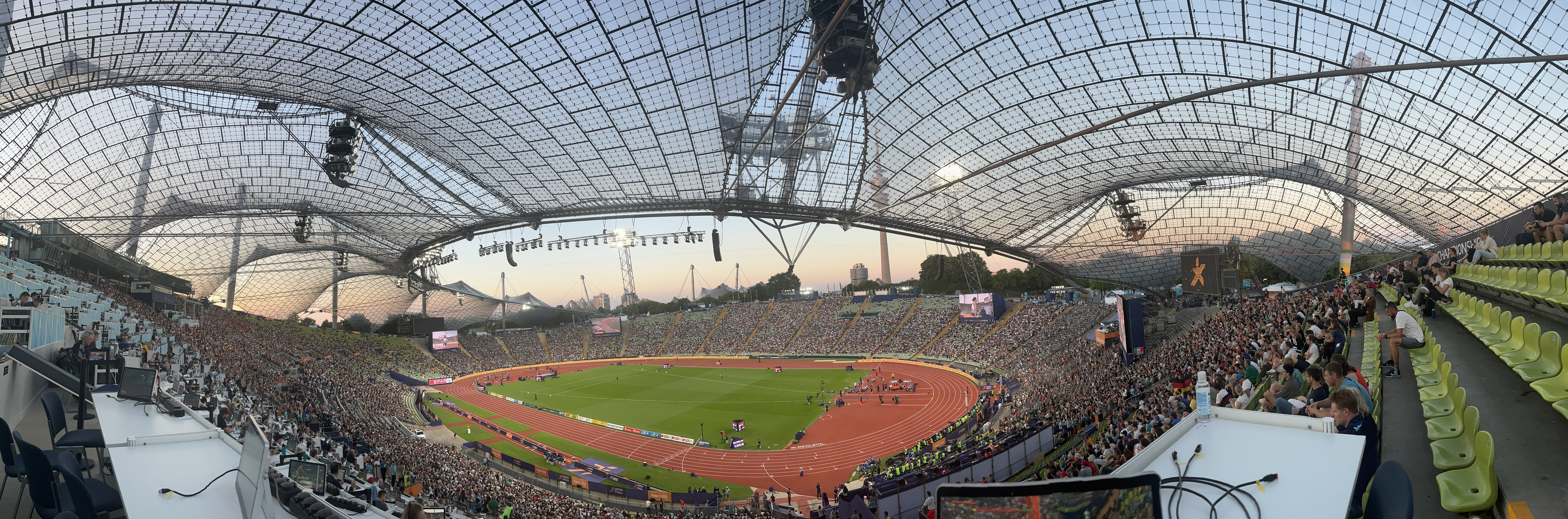
Das Olympiastadion in München während der Europameisterschaften 2022

Der 1500-Meter-Lauf der Männer bei den Leichtathletik-Europameisterschaften 2022 wurde am 15. und 18. August 2022 im Olympiastadion der deutschen Stadt München ausgetragen.
Europameister wurde der in der Vergangenheit bereits sehr erfolgreiche Norweger Jakob Ingebrigtsen. Über 1500 Meter war er der aktuelle Olympiasieger, Titelverteidiger, amtierende Vizeweltmeister und Europarekordinhaber. Über 5000 Meter war er amtierender Weltmeister und Europameister von 2018. Auch hier München hatte er das 5000-Meter-Rennen zwei Tage zuvor für sich entschieden.
Silber gewann der Brite Jake Heyward.
Bronze ging an den Spanier Mario García.

## Rekorde

### Bestehende Rekorde
| Weltrekord           | 3:26,00 min | Hicham El Guerrouj | Rom, Italien          | 14. Juli 1998  |
| Europarekord         | 3:28,32 min | Jakob Ingebrigtsen | OS Tokio, Japan       | 7. August 2021 |
| Meisterschaftsrekord | 3:35,27 min | Fermín Cacho       | EM Helsinki, Finnland | 9. August 1994 |

### Rekordverbesserungen
Der norwegische Europameister Jakob Ingebrigtsen verbesserte den bestehenden EM-Rekord im Finale am 18. August um 2,51 s auf 3:32,76 min. Zu seinem eigenen Europarekord fehlten ihm 4,44 s, zum Weltrekord 6,76 s.

## Legende
Kurze Übersicht zur Bedeutung der Symbolik – so üblicherweise auch in sonstigen Veröffentlichungen verwendet:
| CR  | Championshiprekord                       |
| DSQ | disqualifiziert                          |
| DNF | Wettkampf nicht beendet (did not finish) |
| IWR | Internationale Wettkampfregeln           |
| TR  | Technische Regeln                        |

## Vorrunde
15. August 2022
Die Vorrunde wurde in zwei Läufen durchgeführt. Die ersten vier Athleten pro Lauf – hellblau unterlegt – sowie die darüber hinaus vier zeitschnellsten Läufer – hellgrün unterlegt – qualifizierten sich für das Finale.

### Vorlauf 1

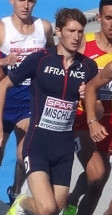
Baptiste Mischler – ausgeschieden als Sechster des ersten Vorlaufs
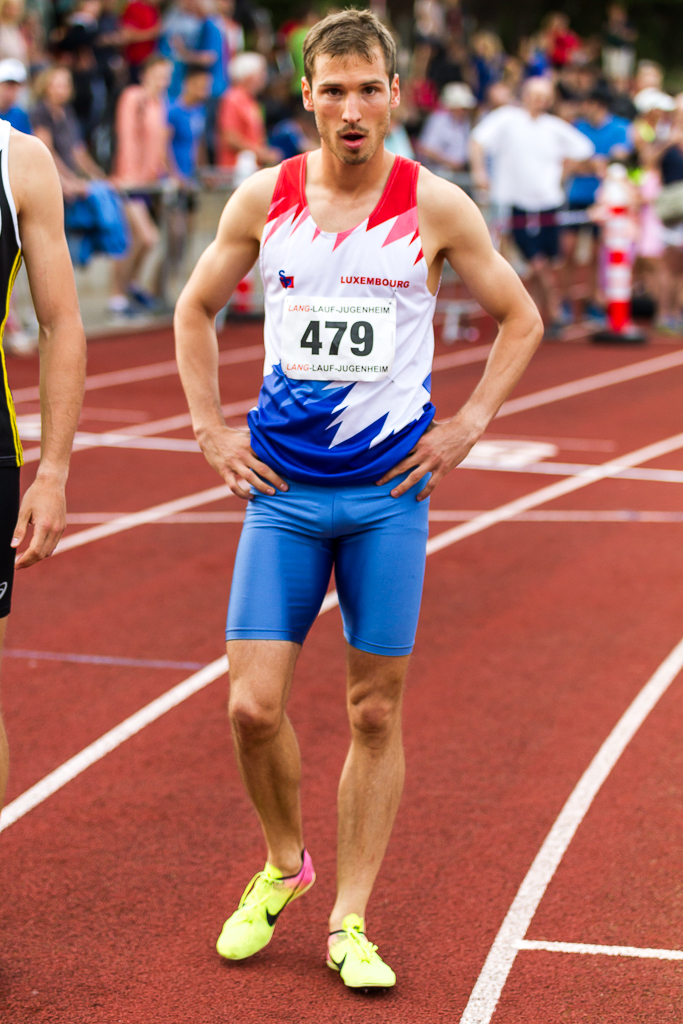
Charles Grethen – ausgeschieden als Siebter des ersten Vorlaufs
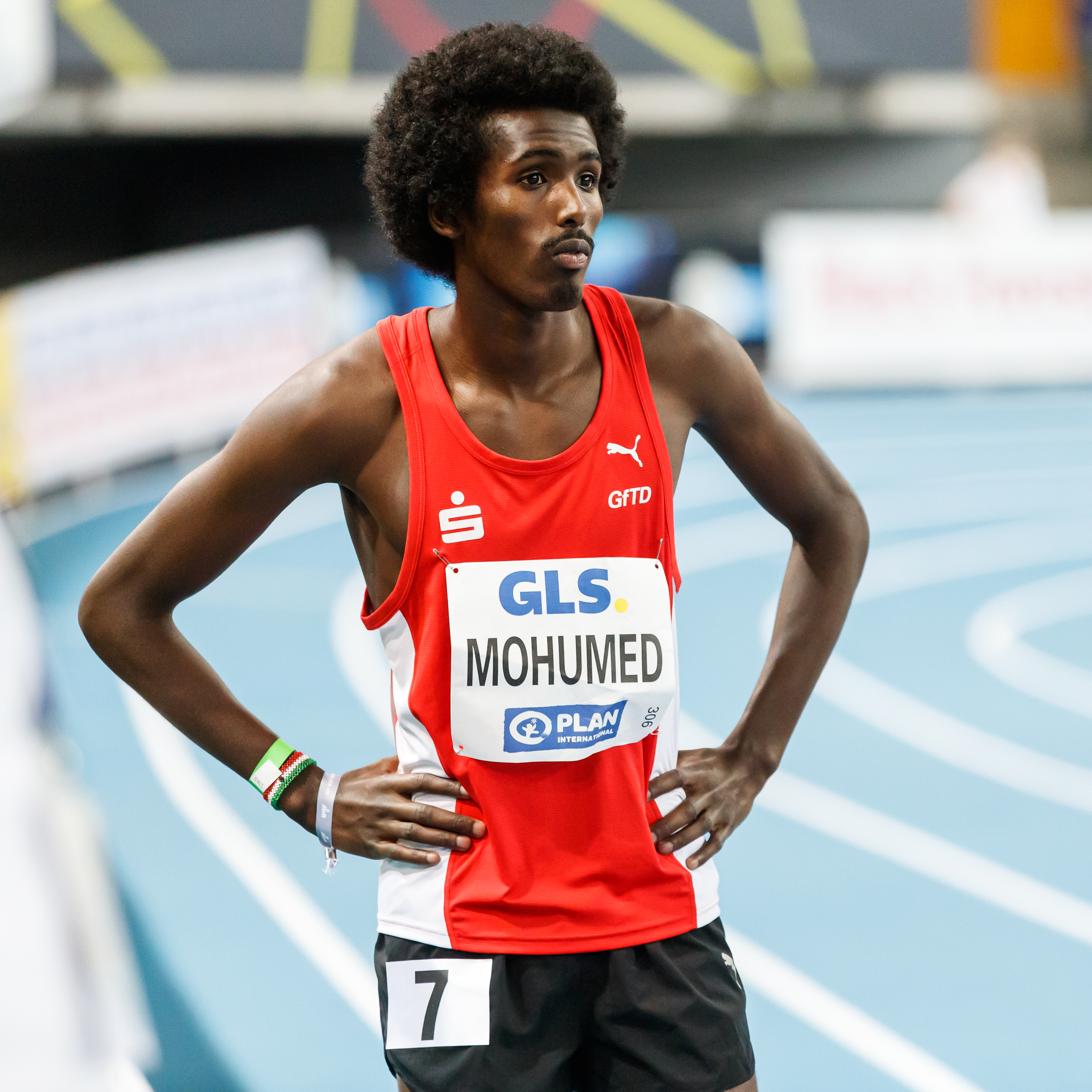
Mohamed Mohumed – ausgeschieden als Dreizehnter des ersten Vorlaufs

15. August 2022, 20:15 Uhr MESZ
| Platz | Name               | Nation         | Zeit (min)                      |
| ----- | ------------------ | -------------- | ------------------------------- |
| 1     | Jakob Ingebrigtsen | Norwegen       | 3:38,48                         |
| 2     | Ismael Debjani     | Belgien        | 3:38,96                         |
| 3     | Ignacio Fontes     | Spanien        | 3:39,00                         |
| 4     | Gonzalo García     | Spanien        | 3:39,20                         |
| 5     | Jake Heyward       | Großbritannien | 3:39,30                         |
| 6     | Baptiste Mischler  | Frankreich     | 3:39,58                         |
| 7     | Charles Grethen    | Luxemburg      | 3:40,33                         |
| 8     | Samuel Pihlström   | Schweden       | 3:40,70                         |
| 9     | Luke McCann        | Irland         | 3:40,98                         |
| 10    | Jan Friš           | Tschechien     | 3:40,99                         |
| 11    | Tarik Moukrime     | Belgien        | 3:41,46                         |
| 12    | Isaac Nader        | Portugal       | 3:44,59                         |
| 13    | Mohamed Mohumed    | Deutschland    | 3:45,53                         |
| DSQ   | Ossama Meslek      | Italien        | IWR 163, TR17.2.2 – Behinderung |

### Vorlauf 2

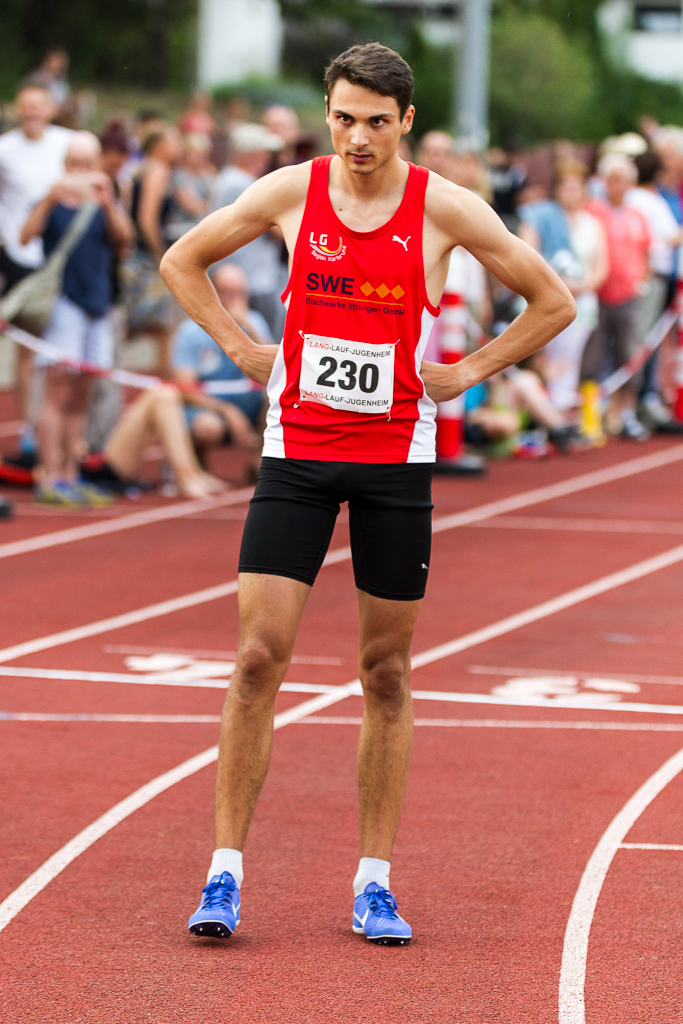
Christoph Kessler – ausgeschieden als Achter des zweiten Vorlaufs
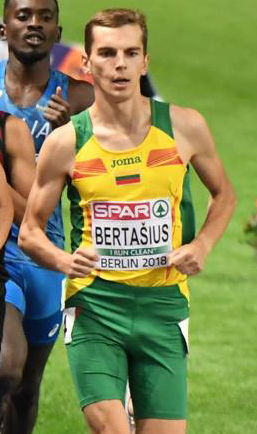
Simas Bertašius – ausgeschieden als Neunter des zweiten Vorlaufs
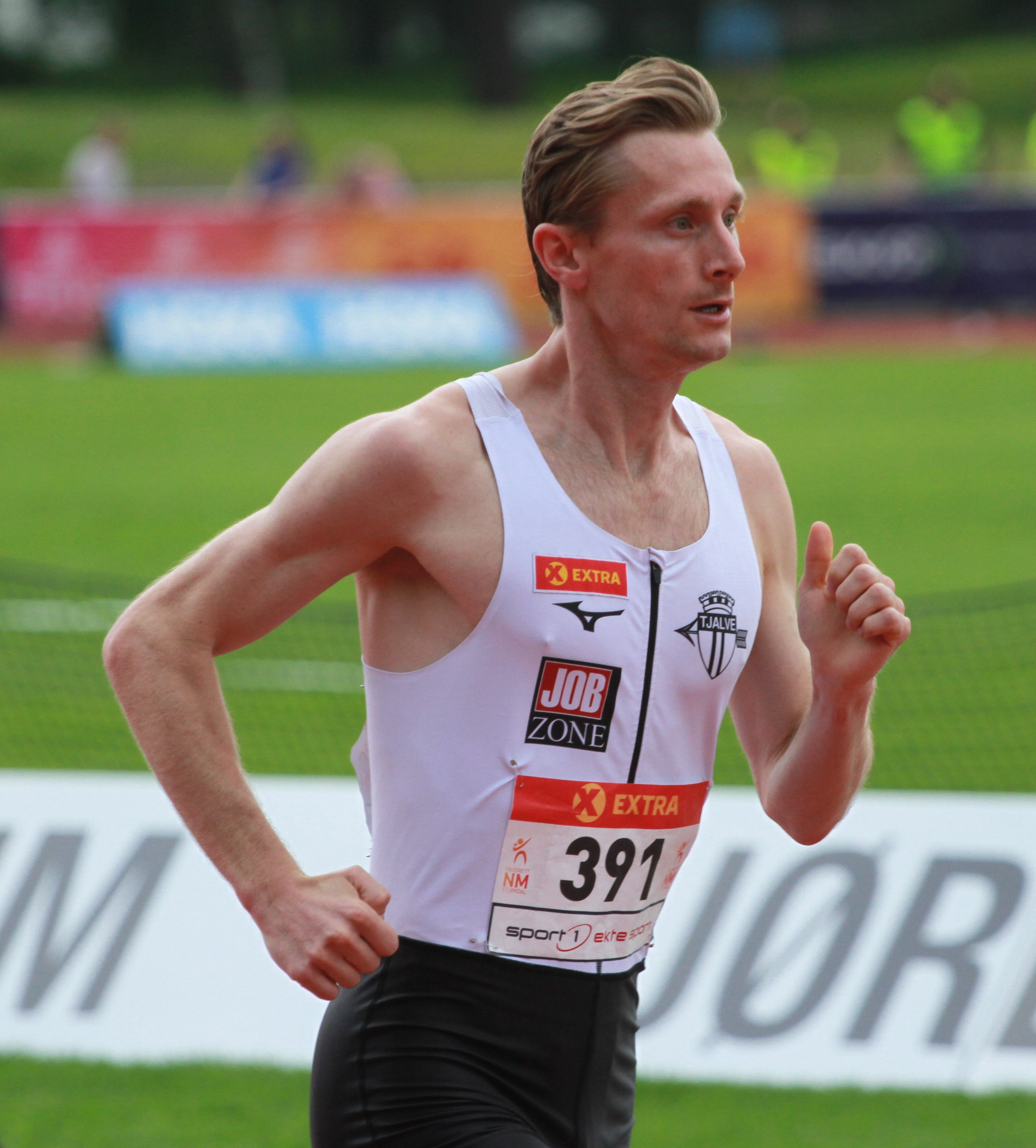
Ferdinand Kvan Edman – ausgeschieden als Zehnter des zweiten Vorlaufs
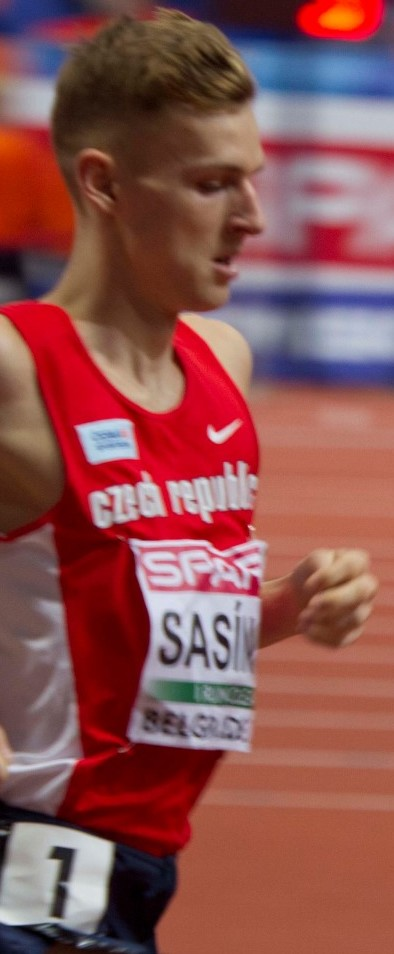
Filip Sasínek – im zweiten Vorlauf nicht im Ziel

20. Juli 2022, 17:20 Uhr MESZ
| Platz | Name                 | Nation         | Zeit (min) |
| ----- | -------------------- | -------------- | ---------- |
| 1     | Michał Rozmys        | Polen          | 3:37,36    |
| 2     | Pietro Arese         | Italien        | 3:37,95    |
| 3     | Mario García         | Spanien        | 3:38,04    |
| 4     | Neil Gourley         | Großbritannien | 3:38,07    |
| 5     | Matthew Stonier      | Großbritannien | 3:38,37    |
| 6     | Azeddine Habz        | Frankreich     | 3:38,47    |
| 7     | Andrew Coscoran      | Irland         | 3:38,74    |
| 8     | Christoph Kessler    | Deutschland    | 3:39,32    |
| 9     | Simas Bertašius      | Litauen        | 3:40,19    |
| 10    | Ferdinand Kvan Edman | Norwegen       | 3:41,30    |
| 11    | Jerwand Mkrttschjan  | Armenien       | 3:43,42    |
| 12    | István Szögi         | Ungarn         | 3:44,20    |
| 13    | Ruben Verheyden      | Belgien        | 3:44,76    |
| DNF   | Filip Sasínek        | Tschechien     |            |

## Finale

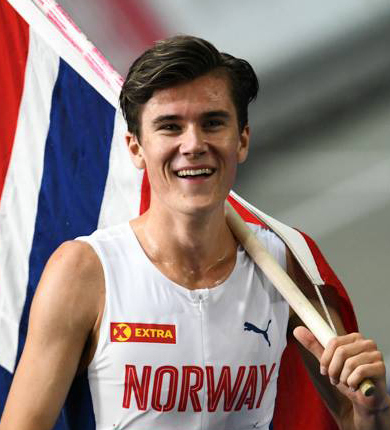
Jakob Ingebrigtsen bereicherte seine bereits reichhaltige Erfolgssammlung mit einem weiteren Titel

18. August 2022, 21:22 Uhr MESZ
| Platz | Name               | Nation         | Zeit (min) |
| ----- | ------------------ | -------------- | ---------- |
| 1     | Jakob Ingebrigtsen | Norwegen       | 3:32,76 CR |
| 2     | Jake Heyward       | Großbritannien | 3:34,44    |
| 3     | Mario García       | Spanien        | 3:34,88    |
| 4     | Pietro Arese       | Italien        | 3:35,00    |
| 5     | Matthew Stonier    | Großbritannien | 3:35,97    |
| 6     | Gonzalo García     | Spanien        | 3:37,40    |
| 7     | Michał Rozmys      | Polen          | 3:37,63    |
| 8     | Neil Gourley       | Großbritannien | 3:38,40    |
| 9     | Andrew Coscoran    | Irland         | 3:39,91    |
| 10    | Azeddine Habz      | Frankreich     | 3:40,92    |
| 11    | Ignacio Fontes     | Spanien        | 3:42,30    |
| 12    | Ismael Debjani     | Belgien        | 3:43,28    |

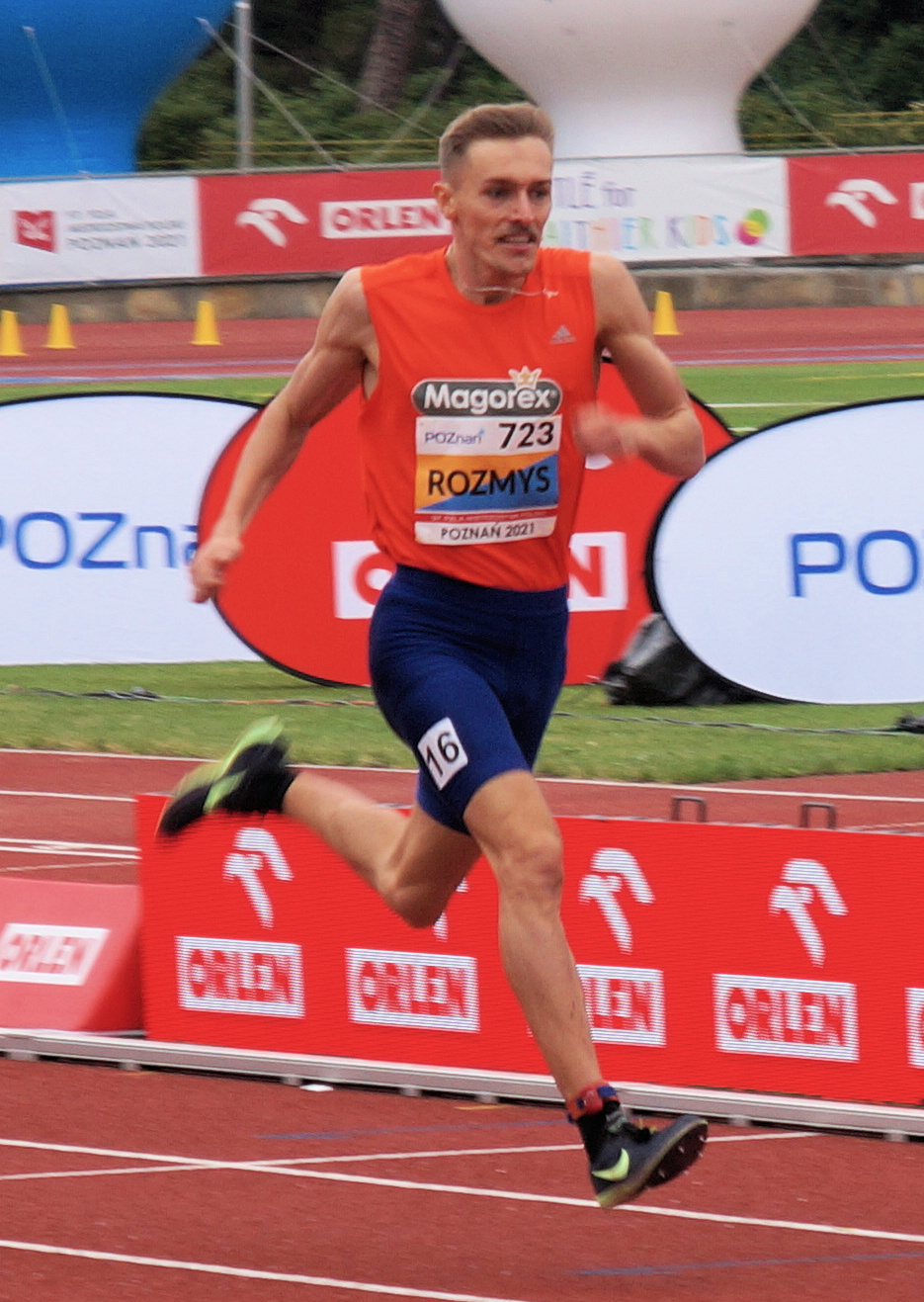
Rang sieben für Michał Rozmys
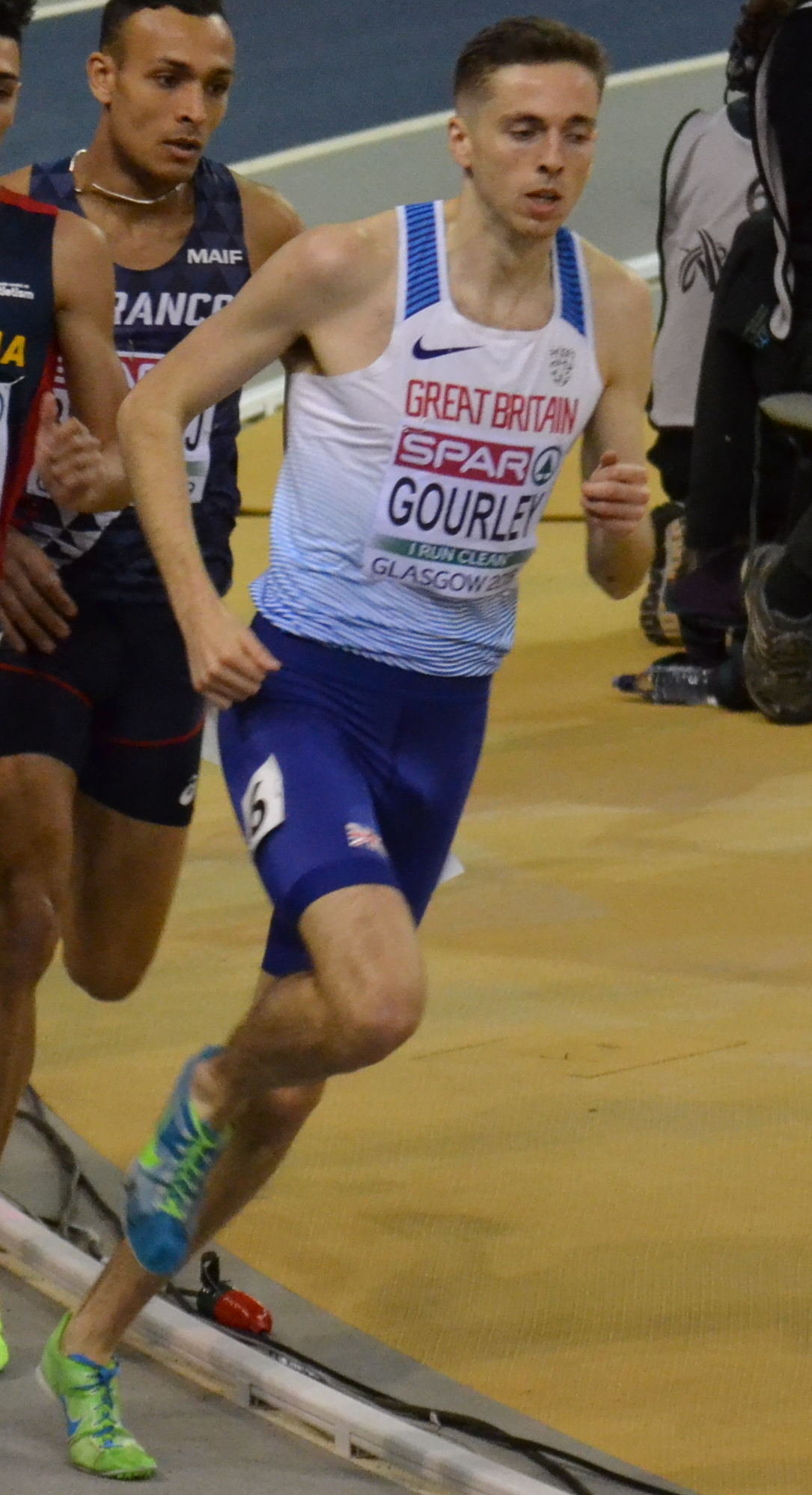
Neil Gourley kam auf den achten Platz
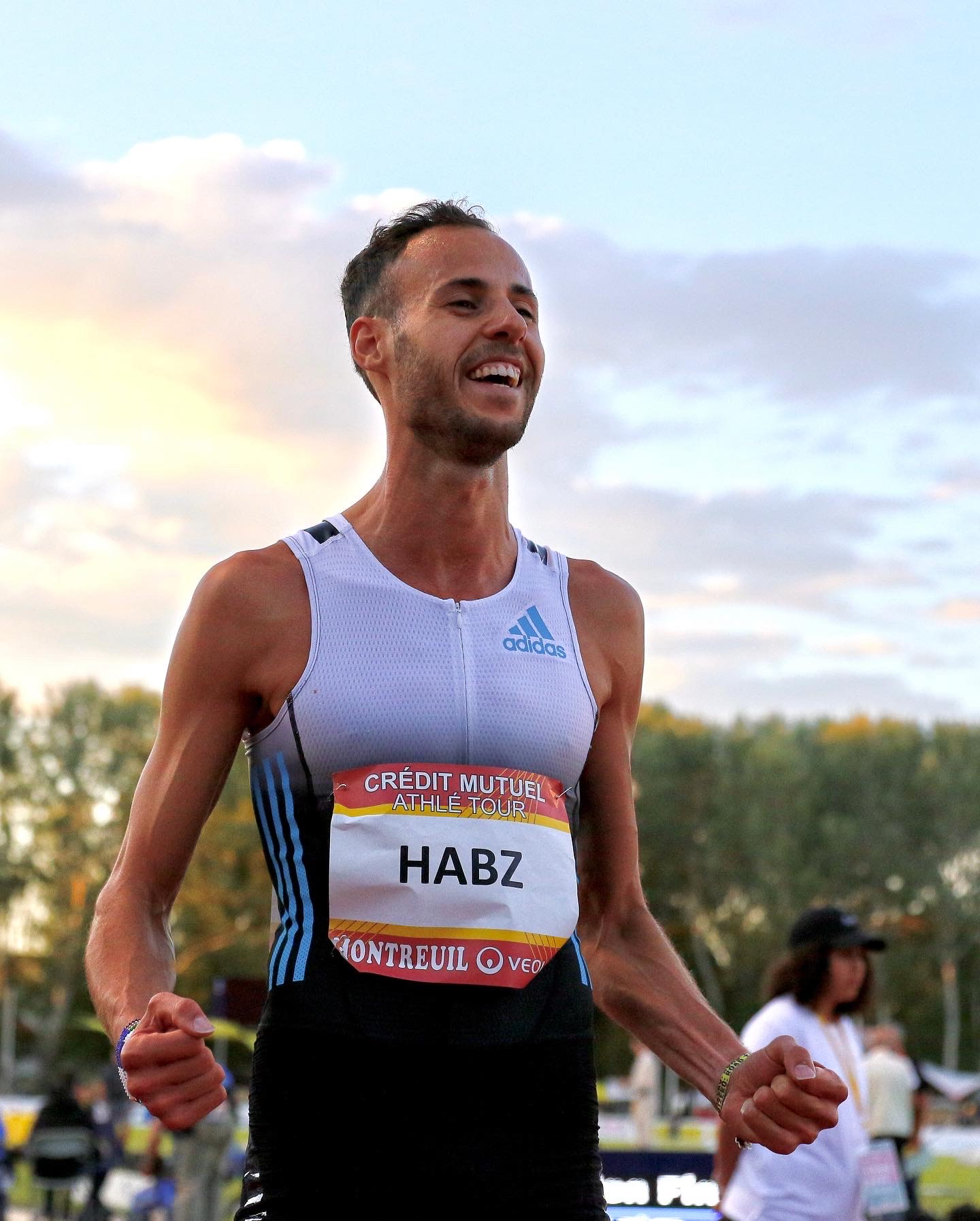
Azeddine Habz belegte Rang zehn
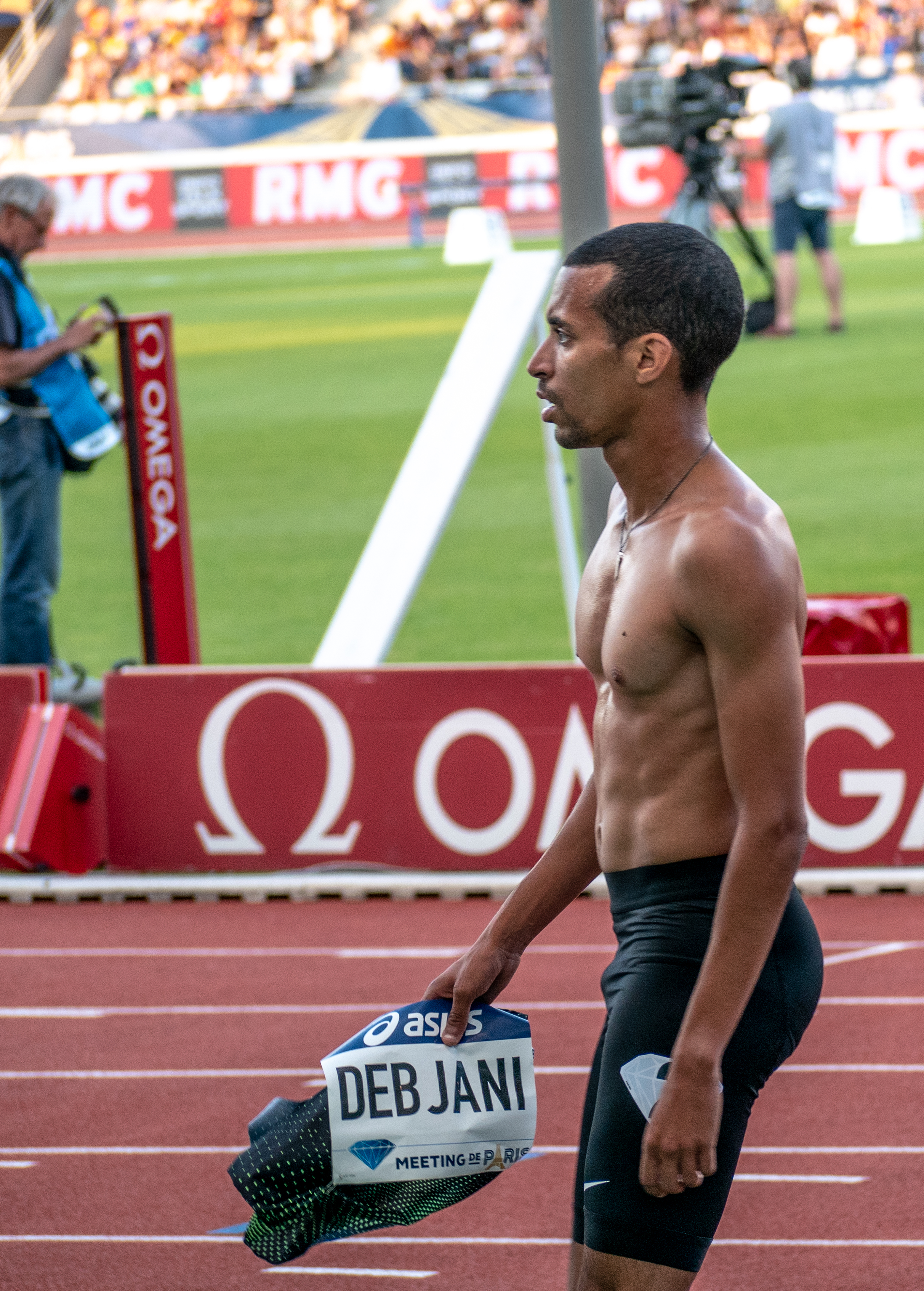
Der zwölftplatzierte Ismael Debjan

## Videolink
- Men's 1500m Final, Munich 2022, Jakob Ingebrigtsen, youtube.com, abgerufen am 1. April 2023